# Maria Pires (Herrscherin)
Dona Maria Pires war von 1870 bis 1871 Herrscherin des timoresischen Kleinreiches Cowa, das heute zum Staat Osttimor gehört.
Maria war die Schwester von Manuel dos Remédios, Liurai von Laleia, einem Reich im Osten der Insel Timor. In den 1860er Jahren war sie verheiratet mit dem portugiesischen Militäroffizier Mariano Pires, der aus Goa stammte. Ihr Mann starb aber noch vor ihrem Antritt als Herrscherin, weswegen sie in portugiesischen Berichten auch als „Witwenkönigin“ (portugiesisch viuva rainha) erscheint. Der gemeinsame Sohn Braz Feliciano Ribeiro Pires heiratete Joana da Costa dos Remédios, die älteste Tochter von Manuel dos Remédios und wurde, je nach Quelle, 1884 oder 1887 Liurai von Laleia.
Seit 1865 rebellierte Cowa zusammen mit dem benachbarten Balibo gegen die portugiesische Kolonialmacht. 1870 wurde Maria Pires Nachfolgerin des bisherigen Liurai von Cowa Bruno. 1871 kapitulierte die Königin von Balibo, Dona Maria Michaelia Doutel da Costa. Sie traf, wie vereinbart, am 29. Mai in Batugade mit dem portugiesischen Gouverneur João Clímaco de Carvalho zusammen. Die Zeremonie der Unterwerfung sollte nach Carvalhos Willen „feierlich sein und allen formalen Bräuchen folgen“. Die Königin von Cowa, Dona Maria Pires, kam nicht. Daher unterzeichnete Dona Maria Michaelia am 1. Juni allein die ihr vorgelegten Vereinbarungen, die eine Unterwerfung Balibos als Vasallen Portugals bedeuteten.
1871 endete auch die Herrschaft von Maria Pires. Laut dem Historiker Douglas Kammen sollen die Portugiesen Pires abgesetzt haben, doch erkannte Cowa erst 1881 die  Vorherrschaft Portugals an. Kammen gibt an, dass ein Mann neuer Herrscher Cowas wurde. Laut der Liste der Herrscher auf Timor von Carlos Filipe Ximenes Belo wurde eine Frau namens Dona Ursula neue Herrscherin von Cowa.